# NHK浜松支局
NHK浜松支局（エヌエイチケイはままつしきょく）は静岡県浜松市中央区に所在する、NHK静岡放送局の支局。旧・浜松放送局にあたる。遠州地方（静岡県西部）の報道取材業務を担当している。
当局は2017年（一部機能は2018年初頭）まで、「日本放送協会浜松放送会館」に所在していたが、2018年、老朽化していた静岡放送局の新局舎移転に伴い閉鎖された。報道取材拠点はこれに先立って浜松アクトタワーに移された。

## 概要
1933年に「社団法人日本放送協会浜松放送局」として開局。大井川以西の遠州地方に向けて電波を発射した。現在の浜松市中央区下池川町35番28号に所在した「NHK浜松放送会館」にはスタジオなど独立した放送機能も持っていたが、1988年に実施された放送局統廃合により、静岡放送局の支局（下部組織）となった。
支局降格により、余剰となった部屋などを利用して本部機能の一部が設けられるなどし、以下の組織が置かれていた。
- 静岡放送局企画総務分室：支局に関係する事務のみ担当
- 静岡放送局放送部浜松報道拠点：遠州の報道取材拠点
- 静岡放送局営業部浜松分室：遠州の受信料事務拠点
- 静岡放送局技術部浜松分室：遠州各地への「放送分配機能」、局内に設置するテレビ・FM中継局、及び管内の送信設備等の維持・管理業務を担う拠点
- NHKアーカイブス浜松音楽ライブラリー：NHKが保有するアナログ音源の保管拠点

しかし、NHK全体の合理化に加え、浜松放送会館自体の老朽化、南海トラフ地震対策もあり、同じ課題を抱えていた親局・静岡放送局の会館移転を行うにあたり浜松放送会館を閉鎖することを決定。先ず2016年10月に報道拠点を浜松アクトタワーに移し、2017年暮れには浜松音楽ライブラリーを廃止し保管していたアナログ音源をアーカイブス川口本館へ移した。そして同年内の仕事納めに合わせハートプラザも廃止、2018年2月16日には営業部の分室も廃止され、静岡放送局営業部に集約された。今後は送信所機能だけが残されることになっている。

### 浜松音楽ライブラリー
浜松放送会館に置かれていた「浜松音楽ライブラリー」では、NHKアーカイブス（埼玉県川口市）や東京の放送センター（東京都渋谷区）に収蔵しきれないテープ・ディスク類などの一部を保管していた。特に、SP・LP・EPのアナログレコードは合わせてピーク時に約34万枚も所蔵された。これは日本の放送局の所有枚数では最多とされたほか、国立国会図書館（東京都千代田区）と並んで日本最大規模とも言われていた。
前身は1951年にNHKが「無形文化財の保護」を目的に音声素材の収集を始めた「音のライブラリー」。現在一般的に放送等で使われる玉音放送の音源なども同ライブラリーの所蔵であった。
ライブラリーには、かつて放送用素材として収集された、1985年ごろまでの音楽や演芸などに関するものがジャンルおよび国・地域を問わず保管されていたほか、放送マスターとして作成されたSPレコードも保管されていた。自身が出演する番組の企画のためライブラリーを訪問した亀淵昭信（オールナイトニッポンDJ、ニッポン放送社長などを歴任）は、諸外国にはこれに比する規模の施設が無いことや、特に日本の音楽ライブラリーとして随一のものであると評している。
このライブラリーの様子は、前述の亀淵昭信がDJを務めたラジオ番組『亀渕昭信のいくつになってもロケンロール!』（2009年5月6日放送、「今日は一日ラジオデー 広げようラジオの魅力」に内包）や、特別番組「今日は一日○○三昧」（『今日は一日“浜松アーカイブス”三昧』、2010年10月10日-11日・2017年11月3日放送）で大々的に取り上げられたほか、テレビ番組『三つのたまご』（総合テレビ・2009年5月17日放送）や、同『今夜も生でさだまさし～静岡・浜松・茶だま茶し～』（同・2013年5月26日放送）など、折に触れて採りあげられていた。
浜松放送会館閉鎖に伴い収蔵資料は川口本館へ移された。

## 沿革
- 1926年12月25日 - 高柳健次郎が、浜松高等工業学校（現 静岡大学工学部）で日本初のテレビジョン実験に成功する。
- 1933年7月20日 - 社団法人日本放送協会浜松放送局が開局し放送を開始する（呼出符号 : JODG）。
- 1948年12月2日 - 第2放送の放送を開始する（呼出符号 : JODC）。
- 1959年12月1日 - 総合テレビの放送を開始する（呼出符号 : JODG-TV）[8]。
- 1960年9月1日 - 教育テレビの放送を開始する（呼出符号 : JODC-TV）。当初は名古屋放送局から受けており、放送開始は静岡放送局よりも早かった。
- 1962年1月8日 - 静岡放送局で教育テレビの放送を開始したことに伴い、名古屋放送局受けから静岡放送局受けに変更する。
- 1988年7月22日 - NHKの組織統廃合に伴い、放送局から静岡放送局の支局に降格する。
- 2000年頃 : NHKが所有するSP・LP・EPのアナログ盤のほとんど全てといわれる約34万枚が当局に移転され所蔵される。
- 2000年3月16日 - 第1放送の周波数を、999kHzから576kHzに変更する。
- 2005年6月1日 - 11:00（JST）より、静岡放送局（親局）とともに呼出符号なしの中継局としてデジタル放送を開始する。
- 2006年4月 - デジタル総合テレビのレギュラー編成としては全国初のマルチ編成を開始する（静岡放送局発の『ゆうどきネットワーク』（011）と名古屋放送局発の『ゆうどきネットワーク東海・北陸』（012））。翌年3月9日まで放送）。
- 2009年9月21日・22日 - 所蔵されている約34万枚のアナログ盤ライブラリーを生かした生放送企画、「今日は一日『浜松アーカイブス』三昧」を当局から各日12:15-22:45にFM放送で放送（途中中断あり）した。放送内容は、21日がクラシック編、22日が軽音楽編としていたほか、番組で使用する音源はすべてアナログ盤のみが使用され、CDは使用されなかった。
- 2010年10月10日・11日 - 『今日は一日“浜松アーカイブス”三昧』をFM放送で全国放送（途中中断あり）。10日12:15-23:00がクラシック編、11日12:15-22:45が軽音楽編[9][10][11]。なお、同特番は2017年11月3日にも放送され、これまで3回放送された。
- 2011年7月24日 - アナログテレビの放送を終了し、同日をもってアナログ総合テレビ・アナログ教育テレビの呼出符号が廃止。
- 2013年5月26日 - 00:05（JST）から90分にわたり『今夜も生でさだまさし～静岡・浜松・茶だま茶し～』を、当局より総合テレビで全国放送[12]。冒頭、さだまさしと放送作家の井上知幸が音楽ライブラリー内を“掘り歩く”様子が放送されたほか、当時の支局長の清水信介も出演した。なお、アナウンサーは当時静岡放送局に在籍していた瀬田宙大が出演した。
- 2016年10月 - 放送部報道拠点を浜松アクトタワーに移転[2]。
- 2018年3月12日 - 静岡放送局新放送会館が落成、運営開始。前段階として当局の報道取材以外の機能を全て静岡放送局へ集約[13]、浜松放送会館を閉鎖。第1放送・第2放送の呼出符号が廃止。

## チャンネル・周波数
- 総合テレビ - 20ch（リモコンキーIDは1。静岡親局と同じ）
- Eテレ - 13ch（リモコンキーIDは2。静岡親局と同じ）
- 第1放送 - 576kHz[14]
- 第2放送 - 1521kHz
  - 以上、空中線電力はいずれも1kW
- FM放送 - 82.1MHz 空中線電力：250W

### 特記事項
- アナログ放送時代の総合テレビ、教育テレビには呼出符号が与えられていたが、デジタル放送化に際しては与えられておらず、静岡放送局の中継局である。第1放送と第2放送の呼出符号は、支局降格後も維持されていたが、静岡放送局放送会館移転に際し、返上したため、静岡放送局の中継局となった。FM放送は開局時から静岡放送局の中継局である。
- テレビ放送とFM放送は、当局が所在していた敷地の鉄塔から送信している。なお、この鉄塔には静岡県内の民間放送事業者各社もデジタルテレビ放送の送信アンテナを取り付けている[15]。
- 遠州地域のテレビ・ラジオ中継局については、当該項を参照の事。

## 備考
- 当局からのリポートが行われる際のクレジットは報道取材拠点の「支局」統一まで原則として「浜松報道室」を使用していたが、「浜松支局」の呼称を用いた事例もある[16]。
- 他の支局に比べ独自放送送出機能の縮減は緩やかに進められており、会館閉鎖まで本格的なスタジオを残していた。